# كشف الحركة

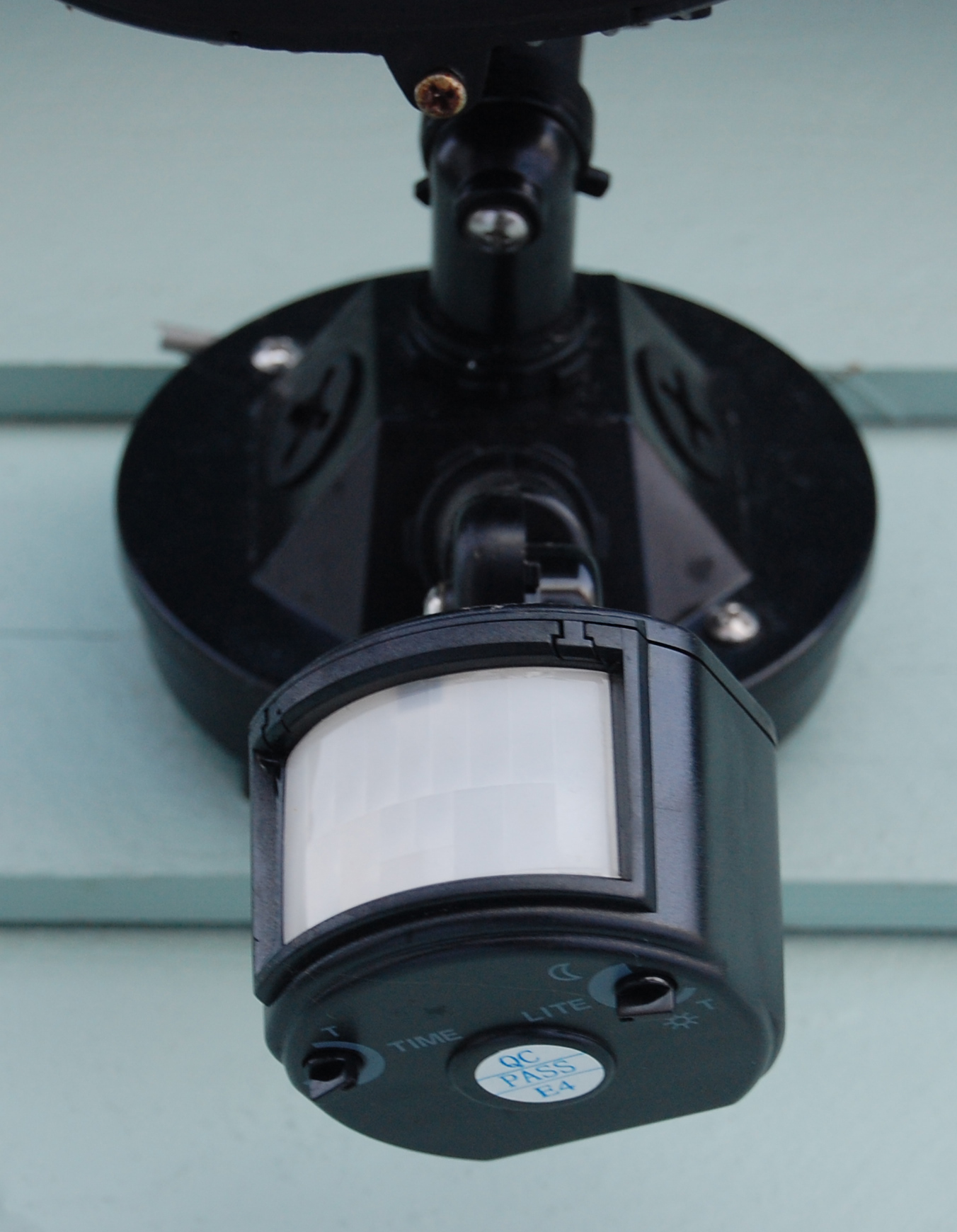

كشف الحركة: عملية كشف تغير في موقع شيء نسبة إلى محيطها أو تغير في المحيط نسبة إلى شيء. يمكن تحقيق كشف الحركة إما بطرق ميكانيكية أو إلكترونية.

عندما تُكْشَف الحركة من قبل كائنات حية فإن ذلك يدعى إدراك الحركة.

## الطرق
يمكن كشف الحركة عن طريق:
- الأشعة تحت الحمراء (أجهزة الاستشعار السلبي والنشط)
- البصريات (أنظمة الفيديو والكاميرا)
- تردد الراديو الطاقة (الرادار والموجات الدقيقة وكشف الحركة المقطعية).
- الصوت (الميكروفونات وأجهزة الاستشعار الصوتية).
- الاهتزاز (تريبولكتريك، الزلزالية، وأجهزة الاستشعار عن طريق القصور الذاتي التبديل).
- المغناطيسية (المجسات المغناطيسية والمغنطيسية).

### ميكانيكية
الشكل الأساسي للكشف عن الحركة الميكانيكية هو في شكل مفتاح أو زناد (قادح). مثلاً: تسخدم مفاتيح الآلة الكاتبة طريقة ميكانيكية للكشف عن الحركة. كل مفتاح هو مفتاح يدوي إما إيقاف أو تشغيل. كل حرف يظهر هو نتيجة للحركة على هذا المفتاح المطابق والضغط عليه.

## روابط خارجية
- كشف الحركة ذو العلاقات
- www.cs.rochester.edu/~nelson/research
- خوارزميات كشف الحركة في معالجة الصور
- بحث في كشف وتمييز الحركة
- Presence and Absence detection explained
- فيديو واقعي لخوارزمية عينة كشف الحركة